# Anna Dobek
Anna Pólkowska, dawniej Dobek (ur. 7 czerwca 1996) – polska lekkoatletka, sprinterka.

## Osiągnięcia
Brązowa medalistka Ogólnopolskiej Olimpiady Młodzieży w biegu na 400 metrów (2013).
Srebrna medalistka mistrzostw Polski seniorów (2015) w sztafecie 4 × 400 metrów. Halowa mistrzyni Polski seniorów w sztafecie 4 x 200 metrów (2017).